# Opuntia scheeri
Espèce
Opuntia scheeri est une espèce de plantes succulentes de la famille des Cactaceae.